# Поточани (Джуловаць)
45°39′ пн. ш. 17°24′ сх. д. / 45.65° пн. ш. 17.4° сх. д.
Поточани (хорв. Potočani) — населений пункт у Хорватії, у Б'єловарсько-Білогорській жупанії у складі громади Джуловаць.

## Населення
Населення за даними перепису 2011 року становило 70 осіб.
Динаміка чисельності населення поселення: